# Жељезногорск (Курска област)
Жељезногорск (рус. Железногорск) град је у Русији у Курској области. Према попису становништва из 2010. у граду је живело 95049 становника.

## Становништво
| 1959. | 1970.  | 1979.  | 1989.  | 2002.  | 2010.  |
| ----- | ------ | ------ | ------ | ------ | ------ |
| 1.897 | 30.953 | 65.280 | 85.192 | 95.528 | 95.049 |